# Anne-Marie Crowet
Anne-Marie barones Crowet is een Belgisch kunstverzamelaar. Ze was de muze van de surrealistische kunstschilder René Magritte.

## Levensloop
Anne-Marie Crowet is een dochter van advocaat Pierre Crowet en Adrienne Cornez.
In de jaren 1950 nam ze meerdere keren deel aan het eindtoernooi van de Open Franse tenniskampioenschappen, in het enkelspel, dubbelspel en gemengd dubbelspel. Ze was aangesloten bij de Royal Léopold Club en werd Belgisch kampioene in 1955.
Haar vader was een vriend van de surrealistische kunstschilder René Magritte en trad als diens mecenas en biograaf op. Hij zetelde in verschillende aankoopcomités, onder meer bij het Paleis voor Schone Kunsten. Ook stelde hij Magritte voor zijn dochter als inspiratie en model te gebruiken. Zo werd Anne-Marie de muze van Magritte. Ze werd onder meer in het schilderij La Fée ignorante uit 1965 afgebeeld.
Crowet is getrouwd met Roland Gillion, een zoon de Brusselse aannemer Fernand Gillion. De familie Gillion bouwde haar vermogen op dankzij de Gulden Vliesgalerij (Toison d'Or). Het echtpaar Gillion-Crowet bouwde een grote kunstcollectie uit. In 2006 betaalden ze 21,8 miljoen euro aan successierechten na het overlijden van Fernand Gillion met kunstwerken, de eerste keer in de Belgische geschiedenis. De art nouveauverzameling, met een geschatte waarde van 25 miljoen euro, kwam vervolgens in de Koninklijke Musea voor Schone Kunsten van België terecht. Een hele verdieping van het Fin-de-Siècle Museum is eraan gewijd. Ze omvat werken van kunstenaars zoals Émile Gallé, Louis Majorelle, Alfons Mucha, Gustav-Adolf Mossa, Fernand Khnopff, Amalric Walter, Antonin Daum, François Décorchemont, Victor Horta, Fernand Dubois, Jean Delville, Rembrandt Bugatti, Guillaume Van Strydonck, Carlos Schwabe, Philippe Wolfers, Emile Fabry, René Lalique, Pierre Fix-Masseau, Johann Loetz Witwe, Henri en Désiré Muller en Henry de Groux. In 2022 werd hun schilderij L'empire des lumières uit een reeks van zeventien gelijkaardige werken openbaar verkocht bij Sotheby's in Londen. Het bracht 71,3 miljoen euro op. Het echtpaar woont in Brussel en bezit daar een privémuseum voor hedendaagse Chinese kunst in de vroegere mosterdfabriek La moutarderie in Sint-Jans-Molenbeek.
Het echtpaar Gillion-Crowet heeft een dochter, Nathalie (1964), die trouwde met prins Amaury de Mérode (1955), een kleinzoon van prins Amaury de Mérode, Grootmaarschalk van het Hof onder koning Boudewijn, voorzitter van de Vereniging van de Adel van het Koninkrijk België en bestuurder van de Generale Maatschappij van België.